# グリーンウッド駅 (ミシシッピ州)
グリーンウッド駅（英語：Greenwood Station ）はアメリカ合衆国ミシシッピ州グリーンウッド キャロルトン・アヴェニューおよびイースト・ギブソン・ストリートにある駅。 全米各地を結ぶ旅客鉄道のアムトラックが乗り入れている。

## 概要
当駅は1917年イリノイ・セントラル鉄道の子会社ヤズー・アンド・ミシシッピ渓谷鉄道によって建設された。1995年シティ・オブ・ニューオーリンズ号のジャクソンとメンフィスの間の経由地が変更になった時、当駅とヤズーシティに停車することとなった。

## 利用可能な鉄道路線／列車
アムトラックの発着する列車は下記の通り。
シカゴとニューオーリンズ間の夜行長距離列車シティ・オブ・ニューオーリンズ号…1日1往復発着